# Karlova Koruna
Karlova Koruna je zámek patřící k nejvýznamnějším barokním stavbám v Česku. Stojí na návrší Chlumec (257 m n. m.) v západní části města Chlumec nad Cidlinou v okrese Hradec Králové. V prostorách zámku je interiérová expozice seznamující s dějinami rodu Kinských v portrétech a chovem koní Kinských – chlumeckých plaváků.

## Historie
Prvním šlechtickým sídlem byla v Chlumci nad Cidlinou tvrz. Zmínky o ní se nachází v souvislosti s rokem 1424, kdy se jí zmocnil husitský válečník Boček z Poděbrad. Počátkem 16. století dostala stavba v souladu s renesančními trendy nové opevnění. Na počátku 17. století se společně s celým panstvím dostala do majetku rodu Kinských a to za podporu, kterou poskytl Václav Vchynský z Vchynic arcivévodu Matyášovi v boji s císařem Rudolfem II. Díky obratné politice si udržel panství i v období třicetileté války. Rod Kinských držel majetek až do roku 1948. Proslul přitom věrnou službou dynastii i zemským patriotismem. Po třicetileté válce se Kinští snažili o obnovu zničeného města i zámku, iniciovali opravy a udělovali městu privilegia a výsady.

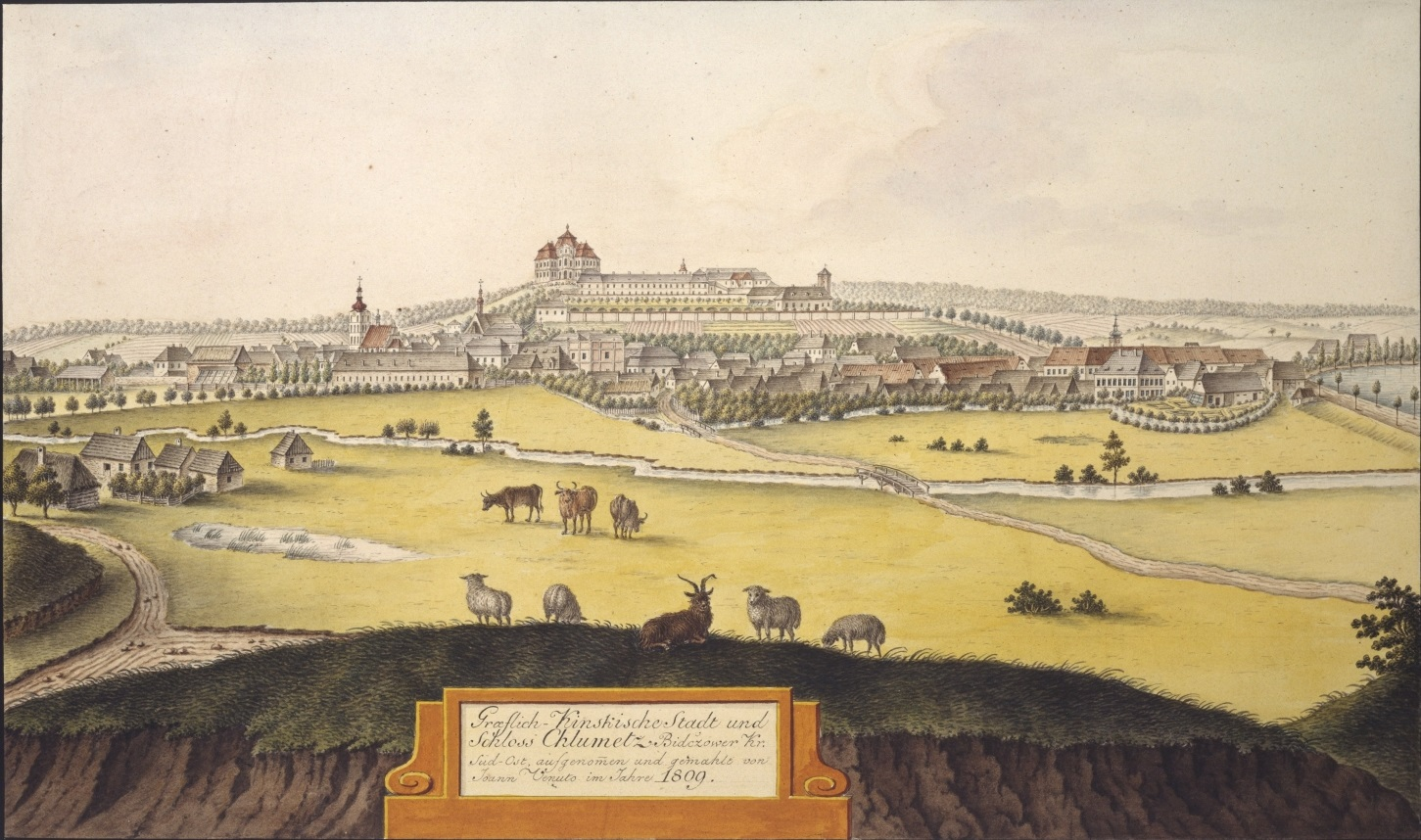
Veduta Chlumce z roku 1809, nad městem se tyčí zámek (autor Joann Venuto)

Když panství zdědil František Ferdinand Kinský, začal uvažovat o stavbě nového objektu, který by vyjádřil postavení jeho rodu. Sídlo mělo sloužit k reprezentaci. Při realizaci se sešli nejvýznamnější umělci: architekt Jan Blažej Santini-Aichel a stavitel František Maxmilián Kaňka. Stavba se uskutečnila v letech 1721–1723. Na počest návštěvy císaře Karla VI. dostal nový zámek jméno Karlova Koruna.
V roce 1943 došlo k velkému požáru, při kterém byl zámek velmi poškozen. Veškerý mobiliář, který se podařilo zachránit, byl rozvezen na zámecké objekty po celé republice, např. Zákupy, Opočno, Ratibořice, Kozel a jiné.
Po dlouholeté rekonstrukci byl zámek zpřístupněn pro veřejnost až v roce 1969 a Národní galerie zde otevřela svou expozici pod názvem "Barok v Čechách".
V roce 1992 byl majetek navrácen rodině Kinských a Národní galerie zrušila svou expozici. Kinští dohledávají po celé republice svůj majetek a vytvářejí expozici, která se zabývá životem rodiny Kinských a chovem koní na Chlumecku.

## Popis

### Budova zámku

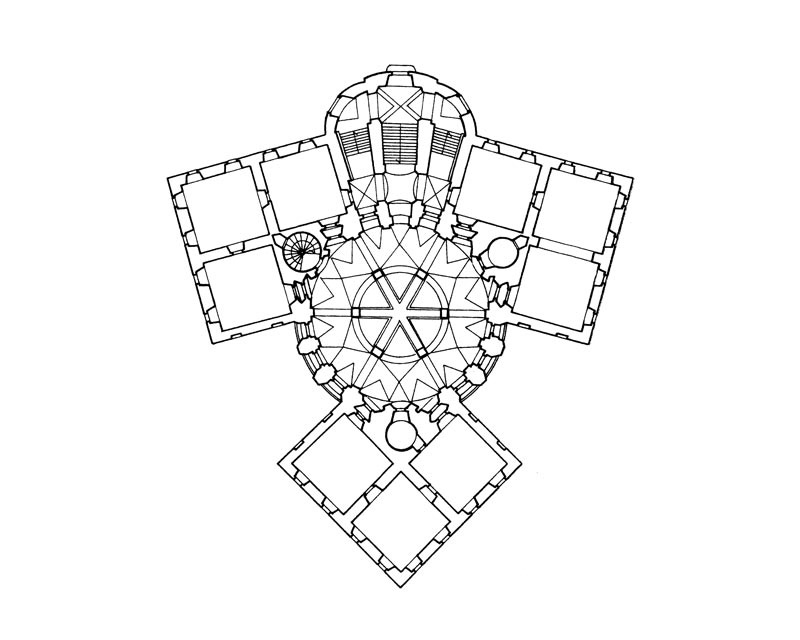
půdorys zámku (severní strana dole)

Ke střednímu dvoupatrovému válcovému jádru na koso přiléhají tři jednopatrová křídla čtvercového půdorysu. Skladba hmot centrálně koncipované budovy tak nabízí ze tří směrů vždy shodný obrazec průčelí s převýšeným středem a nižšími bočními křídly. Na severní, nástupní straně je do úhlového prostoru mezi křídly vložena konstrukce příčné vstupní haly a vnějšího hlavního schodiště, vedoucího přímo do hlavního sálu v prvním patře. Všechny části byly původně kryty břidlicovou mansardovou střechou s drobnými vikýři.
Mansarda středního válcového jádra stavby je komponována na principu průniku kužele nad kružnicí a osmistěnného jehlanu. Typicky pro Santiniho jsou střechy velmi důležitou součástí celkového obrazce vnějšku stavby. Objemové skladbě tak odpovídá i bohaté obrysové pročlenění, díky němuž zámek působí jako významná krajinná dominanta od značné dálky. Průčelí jsou v duchu santiniovského chladného geometrismu členěna graficky pojatými rustikovými lizénami a podobně utvářenými dvouosými rizality ve středech jednotlivých fasád i jednoduše formovanými horizontálami římsami. Tříosé úseky průčelí středního jádra stavby jsou členěny rustikovanými pilíři, které nad střední osou v úrovni prvého patra vynášejí segmentový fronton. Nad korunní římsou je nasazen bohatý tříboký štít. Okna středního jádra stavby mají půloválné záklenky s klenáky, pravoúhlá okna bočních křídel jsou osazena plošnými suprafenestrami s přímými, segmentovými nebo zalomenými římsami. Na fasádách zcela chybí štukový dekor běžného baroknímu typu.

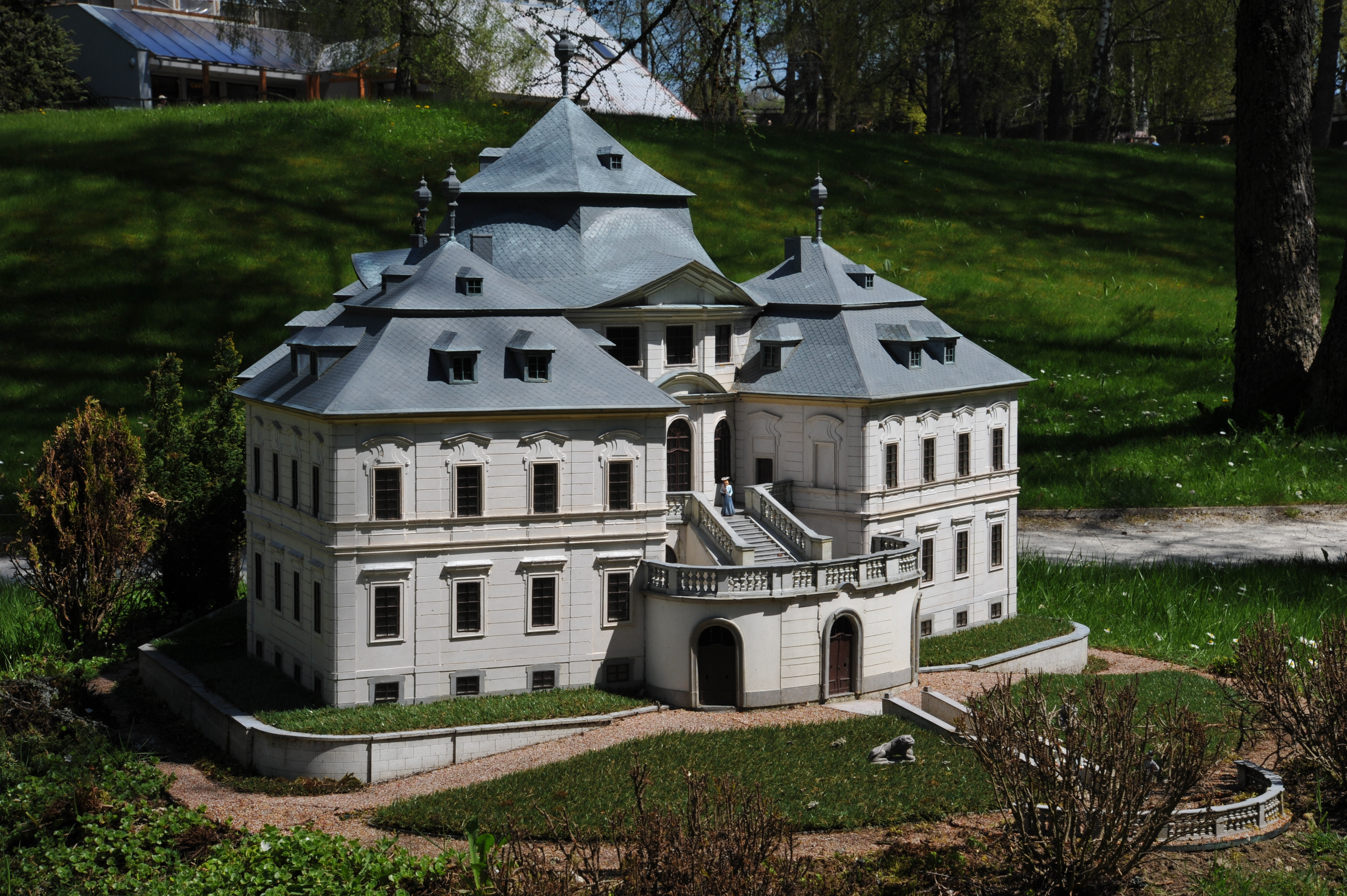
Model zámku Karlova Koruna v parku Boheminium, pohled na severní průčelí.

Interiér zámku je v obou podlažích rozvržen do deseti prostorů, které doplňují malé provozní místnosti na styku středního jádra a bočních křídel. Vchod z hlavního schodiště ústí v podlouhlý vestibul. Přízemní prostor, tzv. Sloupový sál, je členěn šesti pilíři na vlastní sál a kruhový ochoz, odkud vedou vchody do místností a kruhové schodiště vedoucí do Mramorového sálu ve 2. patře. Iónské sloupy a pilastry vynášejí kladí, nad kterým na plynulé křivce, tvořící půdorysný trojlist, probíhá visutý ochoz s kuželkovým parapetem. V bočních křídlech jsou pak trojice salonů, kde stropy místností mají štukovou výzdobu. Užití jónského řádu v členění stěn hlavního sálu akcentuje „venkovský“ charakter stavby jako typické barokní šlechtické vily, situované v komponované přírodě a v blízkosti lesů.
Architektura zámku v Chlumci nad Cidlinou je ve své neobvyklosti příkladem aplikace kompozičního schématu „paprsčité centrály“, propracovaného Santinim dříve u sakrálních staveb a zde aplikované na profánní architekturu. Východiskem řešení je kružnicová osnova, určující všechny rozhodující poměry a body půdorysu. Konstrukce je shodného typu jako u kaple v Panenských Břežanech, kostela svatého Jana Nepomuckého na Zelené hoře, ale také kostela ve Křtinách. Pro utváření vnější stavby je příznačné téma zaklínění bočních objemů do středního jádra stavby. Toto téma prochází celou Santiniho tvorbou a je pro něj příznačné. Spojení silné centrality založení, související i s nápadnou vertikalitou prostoru a reliéfního bohatství členění obvodové stěny, dává tomuto prostoru určující rys sebepřesahující otevřenosti obvyklé jen u sakrálních interiérů. Co do ústřední kompoziční ideje je tento interiér jedním z nejpozoruhodnějších výkonů profánní architektury evropského vrcholného baroka.
Za nejnápaditější prvek stavby je často považováno řešení schodiště s portikem a jeho vyvedení do sálu a dále dispozice obytných místností v křídlech, jejich spojení se sálem a jejich dokonalé osvětlení. Celá stavba je vysoce ceněna jako významný doklad Santiniho architektonického mistrovství. Touto dispozicí Santini dovedl k dokonalosti centrální typ stavby.
Mimořádná architektura zámku v Chlumci nad Cidlinou dokládá, že Santini navazoval na poměrně širokou škálu aktuálních vrcholně barokních idejí a nepochybně byl velmi dobře informován o současném uměleckém dění. S podněty těchto různorodých zdrojů však nakládal zcela svobodně a přetvářel je volně do konečného osobitého řešení, sledujícího jeho vlastní pojetí architektury.
Současně se zámkem vznikal i přilehlý anglický park o rozloze 20 hektarů, jehož hlavní osy navazují na tři osy zámku.
Kromě samotné budovy zámku zahrnuje zámeckých areál mnoho dalších menších staveb. Asi nejvýznamnější z nich je tzv. zámecká dependence, tedy soubor staveb (v tomto případě hospodářských budov) situovaných severovýchodně od zámku, mimo hlavní budovu. V areálu se dále nachází oranžerie, domky služebnictva a další objekty.

### Tereziánský trakt

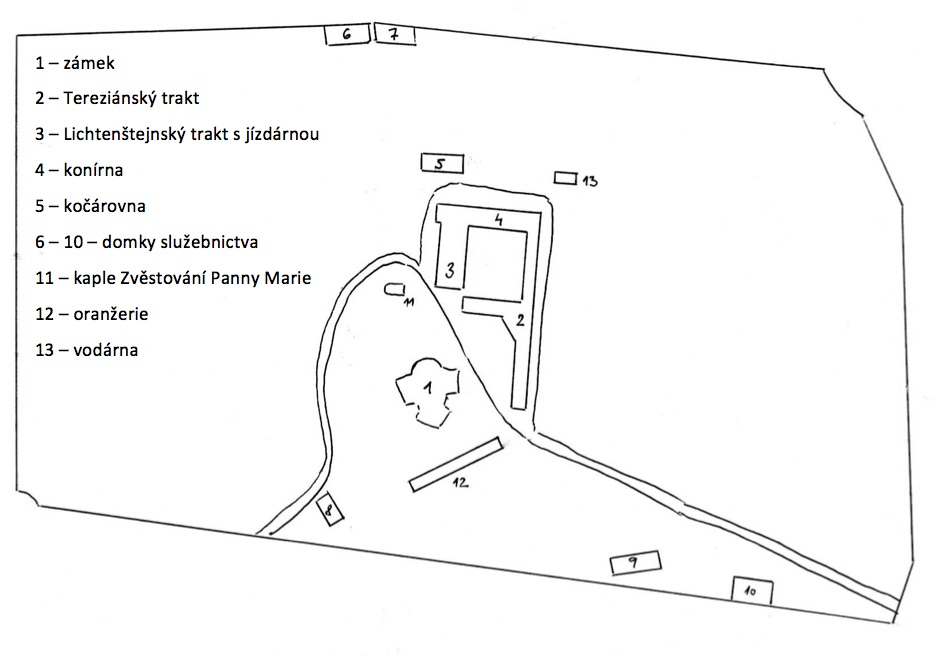
Areál zámku Karlova Koruna

Jedná se o přízemní až patrový, z velké části podsklepený objekt s mansardovou (ve střední části valbovou) střechou krytou bobrovkami. Je umístěn v bezprostřední blízkosti zámku a tvoří část zámecké dependence. Jedná se původně o barokní hospodářskou budovu z 18. století. Ve 2. polovině 19. století prošlo západní průčelí jižního křídla, kde byla umístěna knihovna, historizující přestavbou podle návrhu dvorního architekta Kinských Josefa Míči. Zatímco fasáda směrem do parku byla ponechána v původní barokní podobě, fasáda směrem k zámku byla nahrazena soustavou dórských sloupů a ve střední části byl umístěn předsunutý portikus na dvou sloupech. Nejjižnější část, kde byla umístěna knihovna, byla ale později zbourána (zůstala pouze podezděná terasa), aby se otevřel průhled na zámek z aleje u Chlumecké brány, a zajímavostí je, že dórské sloupy knihovny byly v roce 1957 využity k sestavení antikizujícího glorietu v jihozápadním rohu zámeckého parku. Budova Tereziánského traktu byla v letech 1908–1910 znovu podstatně přestavěna architektem Osvaldem Polívkou dle skic Bedřicha Ohmanna. Přestavba je novobarokní, s výrazným vlivem secese (např. nárožní rizalit). Po dokončení této přestavby se rodina Kinských do Tereziánského traktu přestěhovala.

### Lichtenštejnský trakt
Lichtenštejnský trakt je další částí zámecké dependence. Jedná se o nepodsklepenou budovu obdélníkového půdorysu, která byla navržena jako obytná. Na její severní straně byla později přistavěna jízdárna (ta severní stěnou přiléhá ke konírně). Stavba je ve svém základu barokní, ale stejně jako Tereziánský trakt prošla na počátku 20. století výraznou přestavbou (Polívka / Ohmann), jejímž nejnápadnějším prvkem je patrně neobvyklý obloukový secesní štít v průčelí. V něm je umístěna kartuše s oválnými štíty Kinských a Lichtenštejnů, respektive tehdejších majitelů Františka Ferdinanda Kinského a jeho manželky Marie Terezie, rozené princezny z Lichtenštejna.

### Konírna
Konírna, jízdárna a kočárovna tvoří stylově jednotnou sadu staveb, kterou dal postavit Oktavián Kinský v roce 1832, když přeorganizoval v Chlumci nad Cidlinou chov koní. Ti byli do té doby umístěni v oboře Kněžičky, v tomto roce ale byli jezdečtí a kočároví koně přesunuti do areálu zámku Karlova Koruna, plemenné klisny s hříbaty byly přesunuty do hřebčína Ostrov (zbudován rovněž 1832), hříbata od jednoho do tří let zůstala v oboře a dostihoví koně byli umístěni do Koles, kde byla zřízená nová dostihová dráha. Na základě této reorganizace vznikl v areálu zámku Karlova Koruna soubor empírových budov věnovaných chovu koní, z nichž stylově nejcharakterističtější je právě budova konírny. Její přízemí je členěno slepými arkádami oddělenými širokými pilastry, v patře jsou osmitabulková okna oddělena sdruženými pilastry.

### Jízdárna
Stylově podobná, ale jednodušší jízdárna je připojena na jihu k Lichtenštejnskému traktu (z něj je rovněž přístupná) a na severu k budově konírny. Jízdárna byla zbudována později než konírna, což je zřejmé z jejího násilného napojení: 1) sedlová střecha jízdárny musela být v oblasti napojení na konírnu změněna ve valbovou, aby se nezakryla okna v patře konírny (okna v přízemí musela být tak jako tak zaslepena); 2) slepé arkády v přízemí jízdárny nejsou v napojení na konírnu celé; 3) obě stavby mají rozdílnou výšku římsy nad přízemím. Některé odborné prameny uvádějí jako investorku stavby Marii Kristinu Kinskou, roz. z Lichtenštejna, ta ale zemřela již v roce 1819 a nemohla tedy být iniciátorkou stavby (patrně dala podnět k některé jiné stavbě zámeckého areálu, kterých bylo ještě v polovině 19. století mnohem více než dnes).

### Kočárovna
Kočárovna je volně stojící obdélníková stavba umístěná severně od konírny. Stavba je opět typicky empírová. Fasáda směrem ke konírně má čtyři téměř čtvercová vrata, s jen velmi nízkým obloukovým segmentem, a nad nimi podobě zaklenutá okna. Směrem do zahrady je budova patrová (je zbudována ve svahu) a monumentálnost fasády zde zdůrazňují pylonovité pilíře oddělující opět čtyři vjezdová vrata.

### Vodárna
Severně od konírny je umístěna také vodárna. Jedná se o osmibokou cihlovou stavbu s osmibokou stanovou střechou.

### Kaple Zvěstování Panny Marie

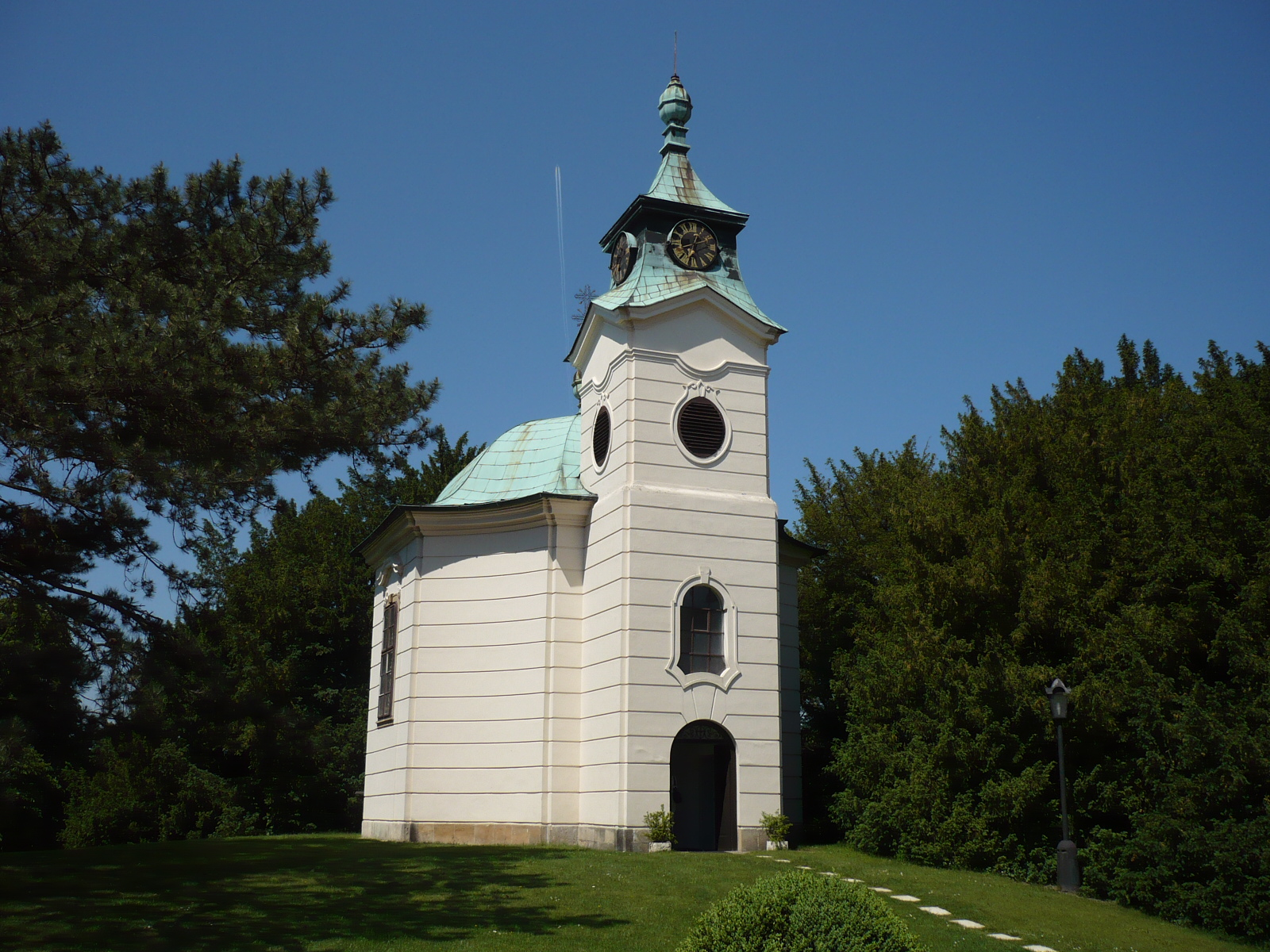
Kaple Zvěstování Panny Marie Sedmibolestné

Z poloviny 18. století pochází šestiboká kaple Zvěstování Panny Marie Sedmibolestné, postavená patrně podle Santiniho plánů. Kaple se nachází u hlavní přístupové aleje vedoucí k zámku od severu. Stavba je situována na hraně svahu při kraji poměrně plochého prostranství před hlavní zámeckou budovou, jako protějšek vedlejších zámeckých budov, kterými se areál postupně rozrůstal až do dnešní podoby. Kinským sloužila jako rodinná hrobka.
Řešení drobné centrály s vnitřním prostorem kruhového půdorysu a vnějším čtyřbokým pláštěm s výrazně konkávně skrojenými rohy svědčí pro autorství Jana Blažeje Santiniho-Aichla. K lodi je na východě připojena věž, jejímž přízemím (uvnitř mírně asymetricky řešeným) se do kaple vchází. Na východní straně do centrální hmoty kaple, k věži, vnikaly dvě radiální hmoty, kterými byl rovněž možný vstup do kaple. Severní přístavek byl sakristií, jižní předsíní, v síle jejíž rozšířené severovýchodní zdi stoupalo schodiště na oratoř v lodi, z níž je dále přístupná i komůrka v patře věže. Druhé patro věže pak zabírá prostor pro zvony. Na západní straně lodi se k jejím rohům připojovaly zdobné masivní opěráky.

### Oranžerie
Zámecká oranžerie pravděpodobně vznikla v 1. polovině 19. století jako empírová stavba. Datum stavby není známo, lze předpokládat asi kolem roku 1820. Každopádně oranžerii v celém rozsahu zachycuje mapa z roku 1841. Lze předpokládat, že stavba je dílem architekta Jindřicha (též Heinricha) Kocha, který tou dobou působil jako dvorní architekt Kinských. Stavba je situována v uměle odkopaném svahu jihovýchodně od zámku. Dominantou stavby je střední rizalit s dórskými sloupy a nízkým trojúhelníkovým tympanonem. Na střední část navazovala dvě symetrická prosklená křídla (skleníky) uzavřená menšími pavilonky s analogickými tympanony (tyto části byly odstraněny někdy v polovině 20. století). Ve 2. polovině 19. století (zřejmě 1856) došlo k architektonickému zásahu pravděpodobně ze strany Josefa Míči, který dodal stavbě historizující prvky: doplnil okenní a dveřní otvory bohatými novogotickými kružbami (rovněž byly odstraněny v průběhu 20. století). Toto spojení empírové architektury s novogotickým dekorem bylo na českém území zcela ojedinělé. V prostoru před oranžerií se nachází kašna z roku 1862: uprostřed kamenného kruhového bazénu s oblou hranou je umístěn osmiboký podstavec s chrliči ve tvaru lvích hlav. Původní socha nymfy – dlouhovlasé dívky se džbánem v ruce – publikovaná na fotografiích ještě v 80. letech 20. století je v současnosti (2020) nahrazena kamennou vázou.
Oranžerie je aktuálně využívána jako kavárna.

### Domky služebnictva
V areálu zámeckého parku se nachází několik stavení určených původně jako obytné budovy pro služebnictvo. Některá z nich mají v současné době (2020) nové využití, například dům čp. 10 slouží jako hotel.

### Pseudoantický gloriet
V jihozápadní části parku se nachází antikizující pavilonek. Kruhový pískovcový sokl nese po obvodu devět dórských sloupů: čtyři bez hlavic, zbývajících pět nese část římsy. Sloupy pocházejí z počátku 20. století, z období ubourání a přestavby zámecké knihovny v Tereziánském traktu.

### Sochy v parku

#### Podstavec se znakem Kinských
Nacházel se před jihovýchodním průčelím zámku. Jednalo se o vrcholně barokní podstavec z 1. poloviny 18. století, který zřejmě původně nesl sochařské dílo, v evidenčním listu Národního památkového ústavu z roku 1988 už je podstavec popsán bez sochy, jedná se pouze o asi 1,5 metru vysoký podstavec, na němž dva andílkové drží alianční znak se dvěma štíty: jeden se třemi zuby, druhý s cimbuřovým břevnem. Byl umístěn před jihovýchodním průčelím zámku, v ose podružného schodiště.

#### Socha lva
Je umístěna jihovýchodně od zámku, vedle hlavního schodiště. Téměř ležící lev má hlavu otočenou doprava nahoru a levou přední nohu opřenou o kouli. Tento romantický doplněk parku z 1. poloviny 19. století pochází pravděpodobně od amatérského tvůrce. V průběhu 20. století byla socha doplněna symetrickou novodobou sochou lva (hlava otočená doleva nahoru, pravá přední noha opřená o kouli). 

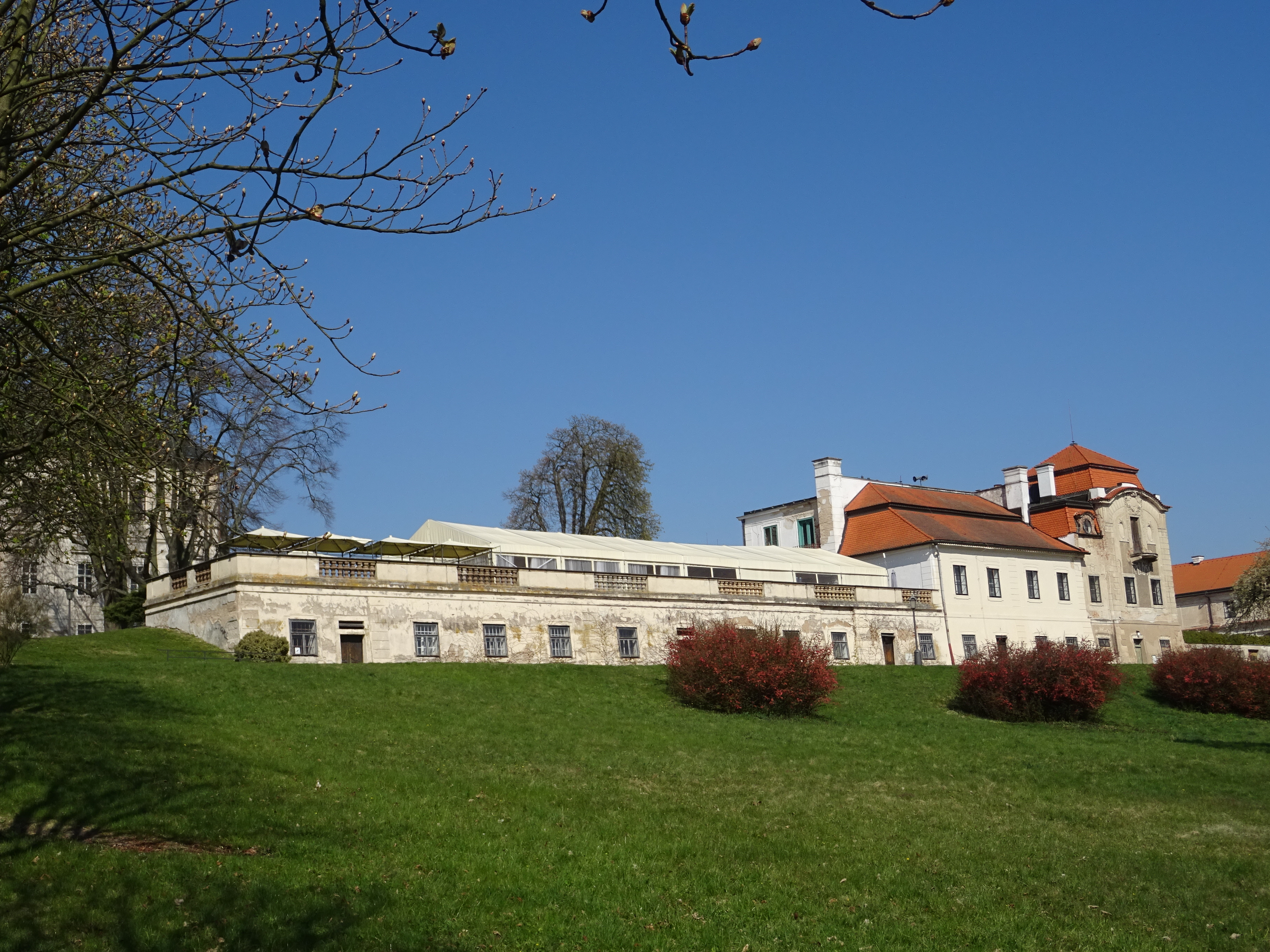
Tereziánský trakt – v levé části patrná terasa v místech, kde byla zbourána knihovna
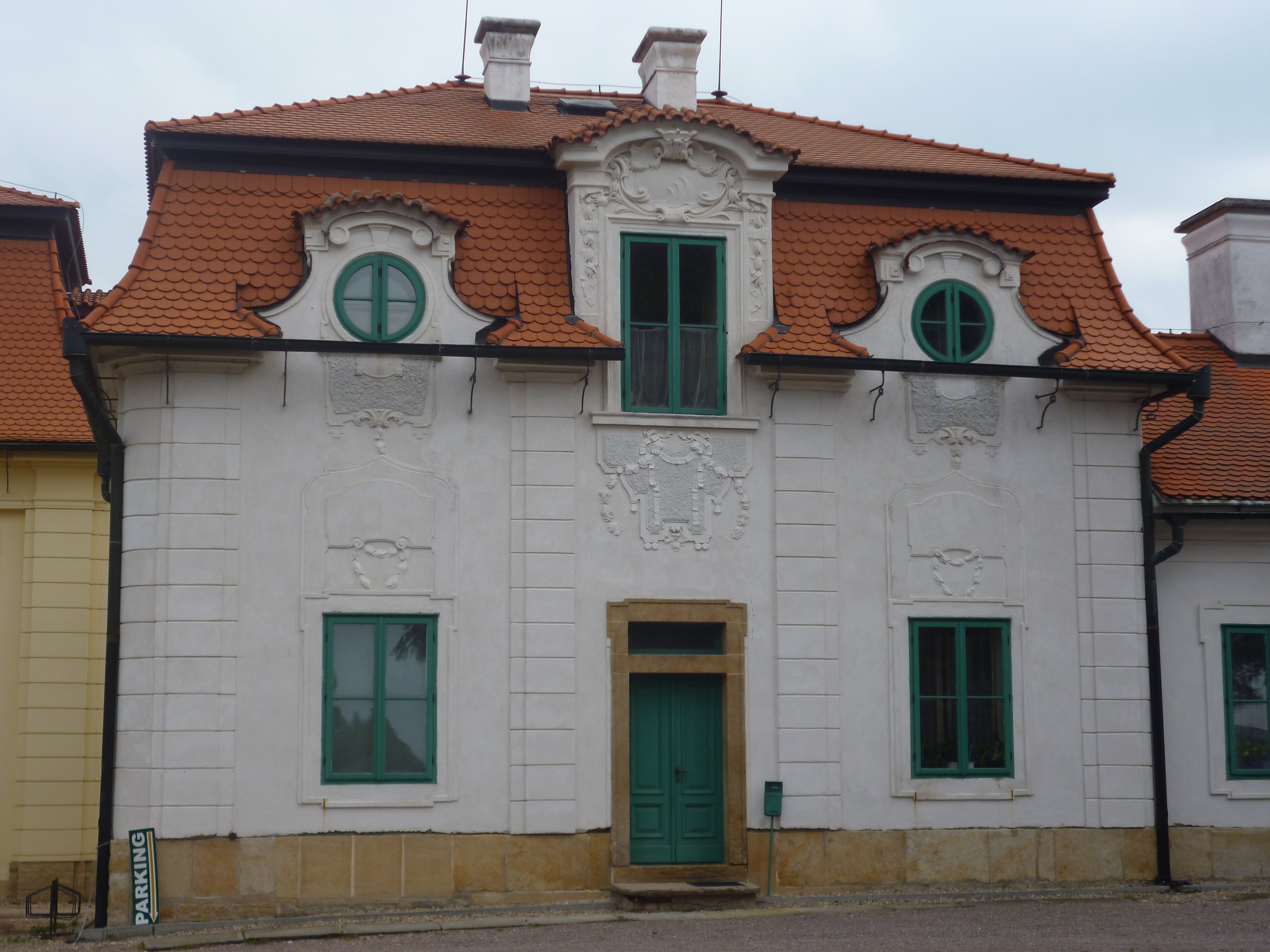
Tereziánský trakt – secesní a novobarokní prvky na fasádě
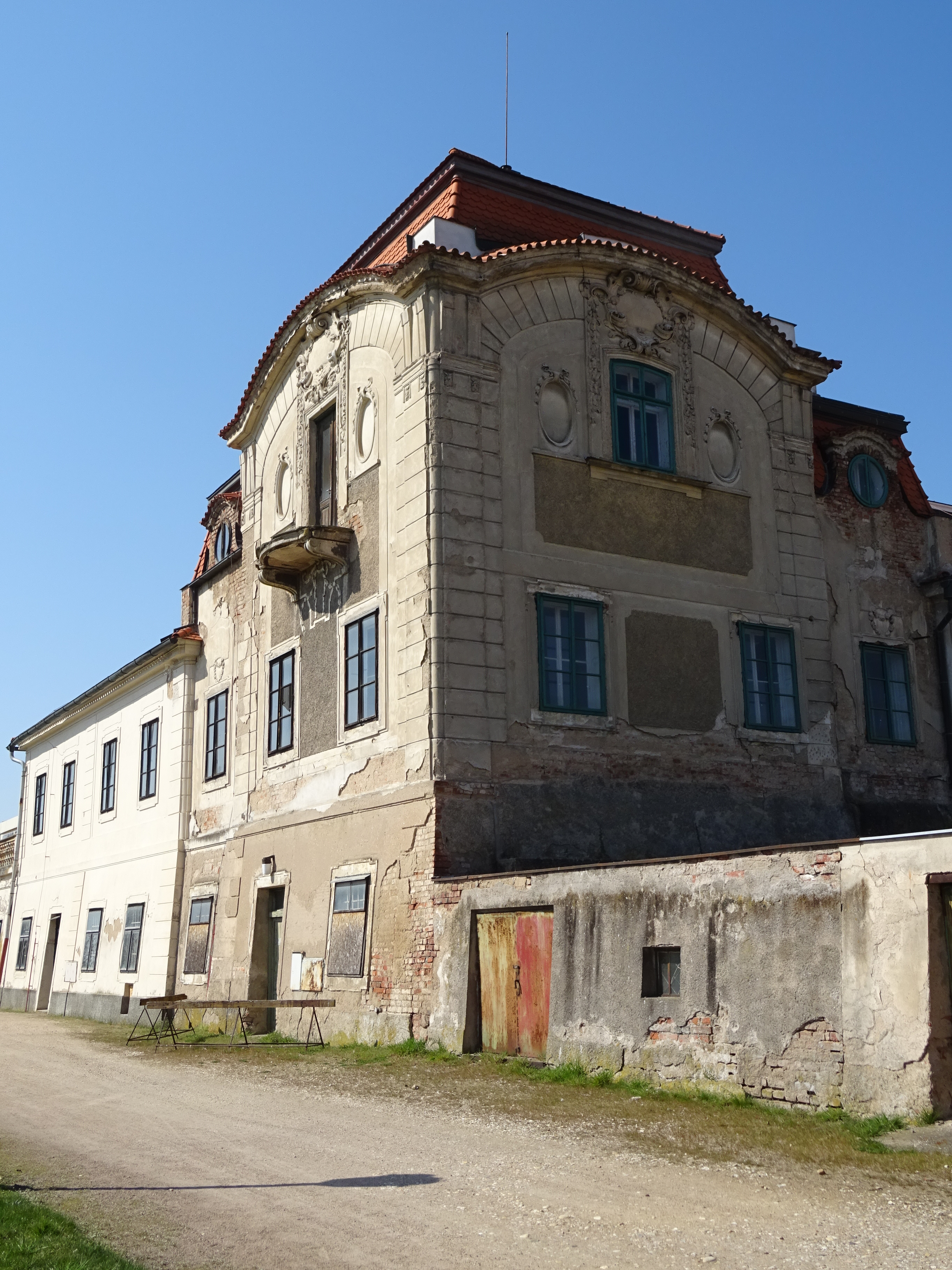
Tereziánský trakt – nárožní rizalit
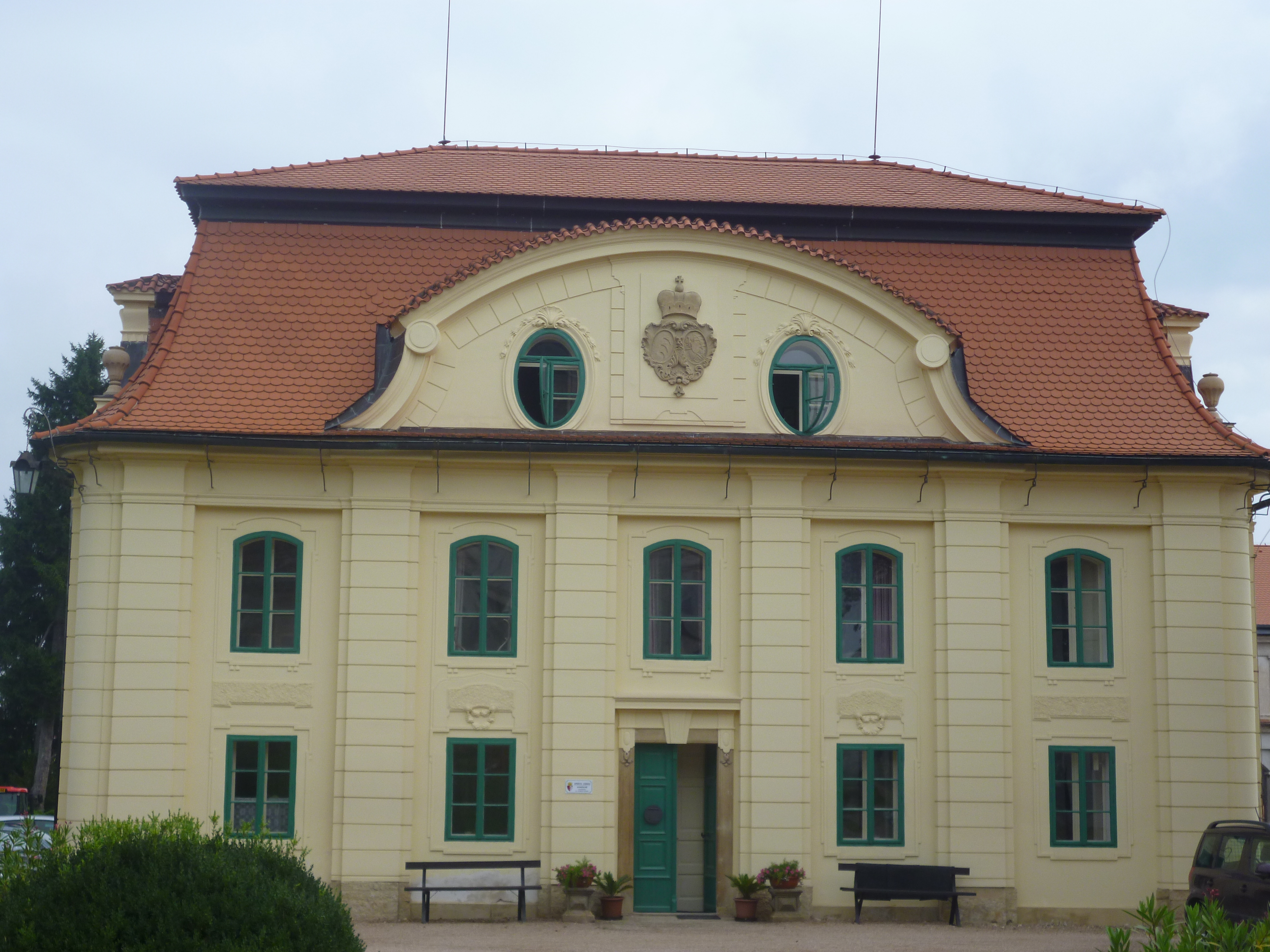
Lichtenštejnský trakt s nápadným secesním štítem
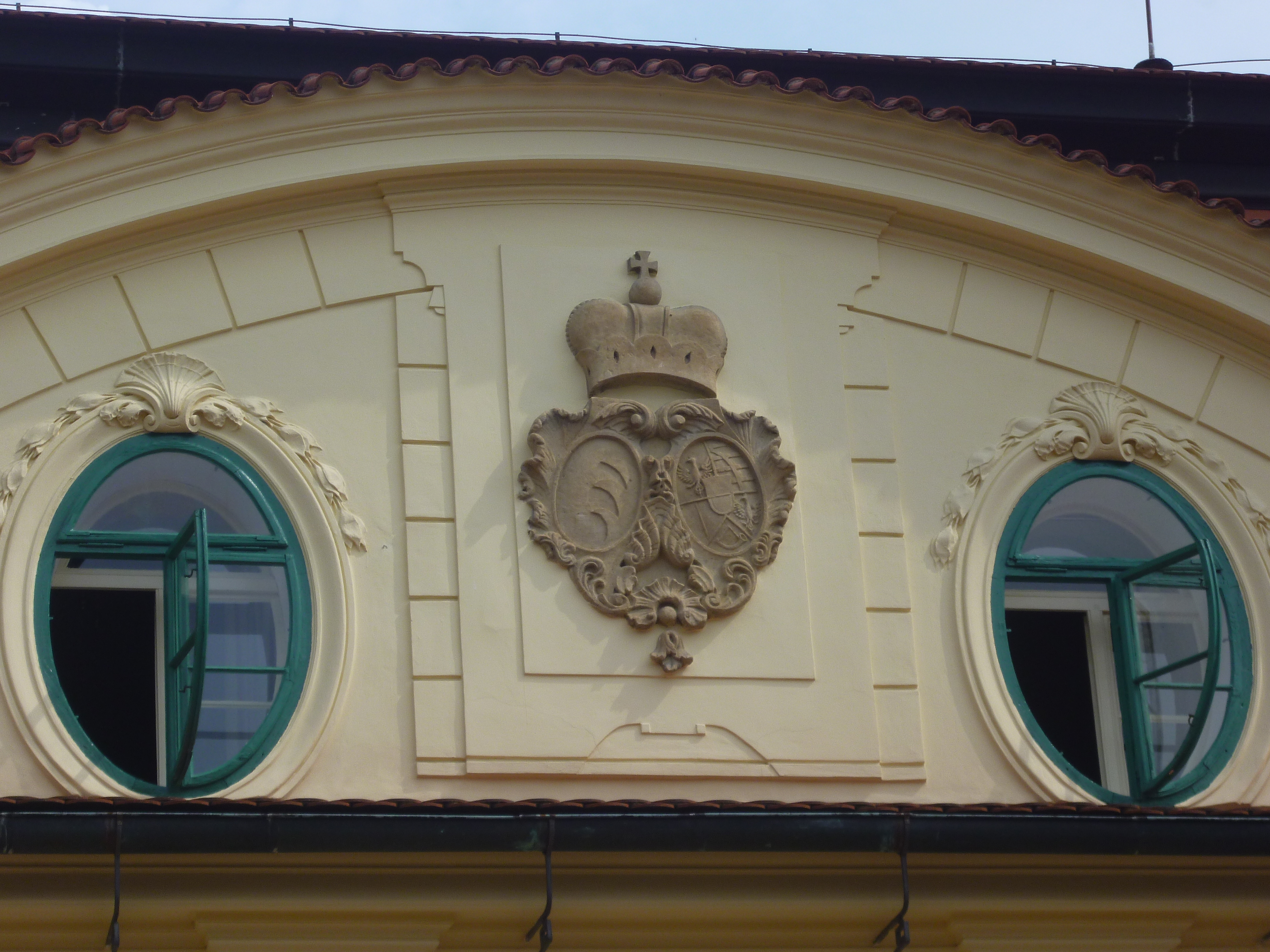
Detail znaku Kinských a Lichtenštejnů (Lichtenštejnský trakt)
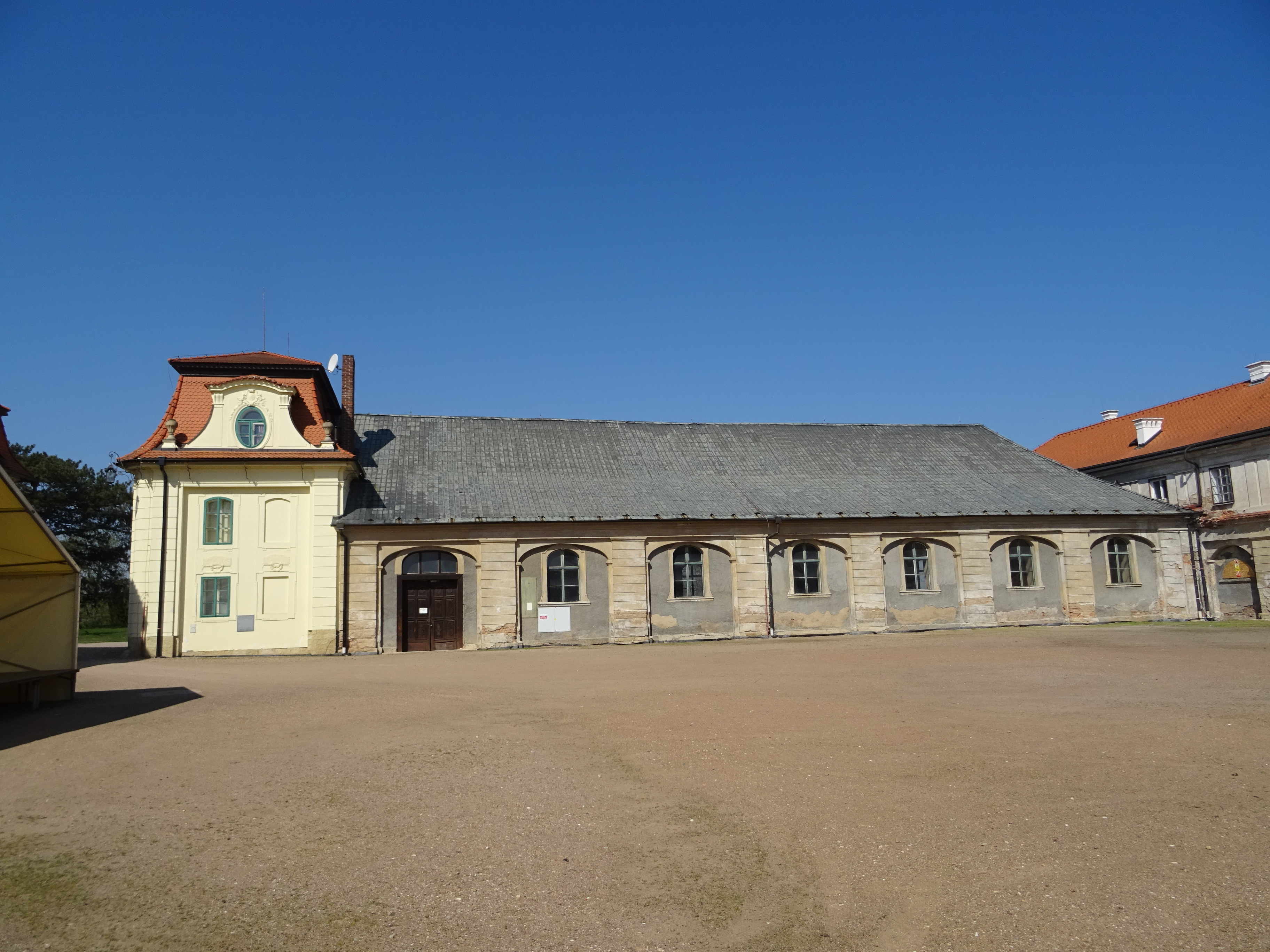
Lichtenštejnský trakt (vlevo) a budova jízdárny při pohledu ze dvora
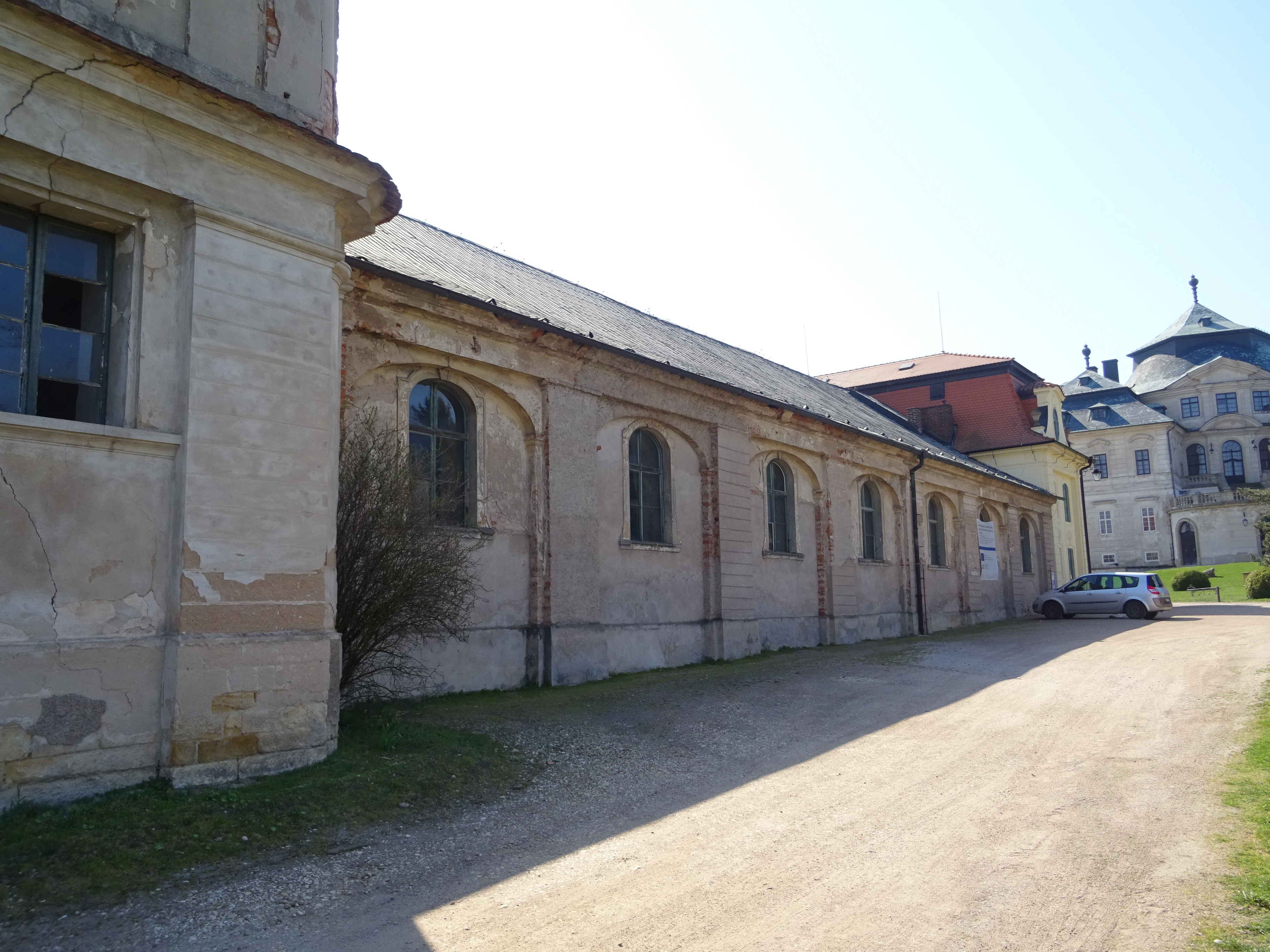
Jízdárna – pohled ze západu
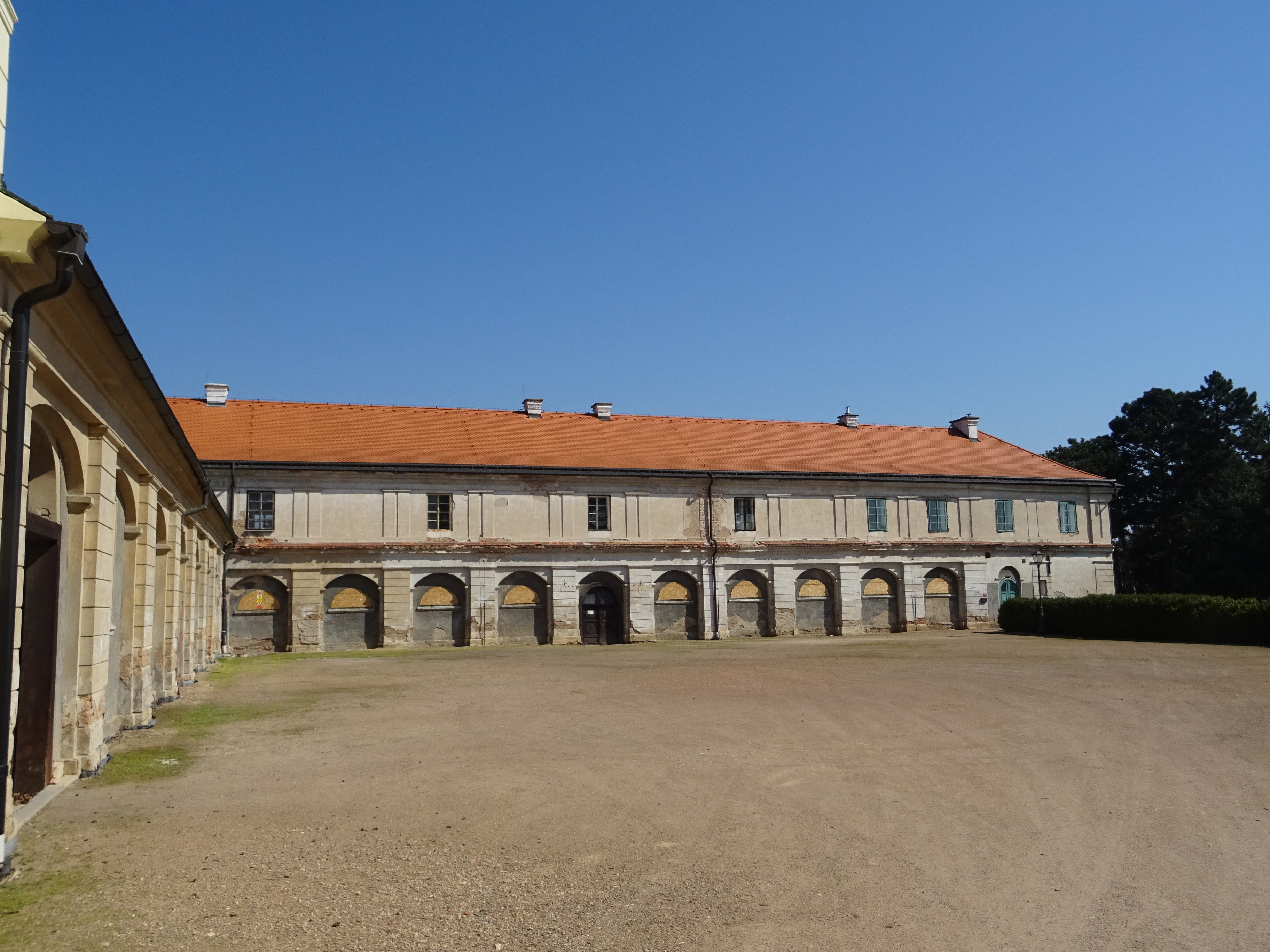
Konírna – pohled z jihu
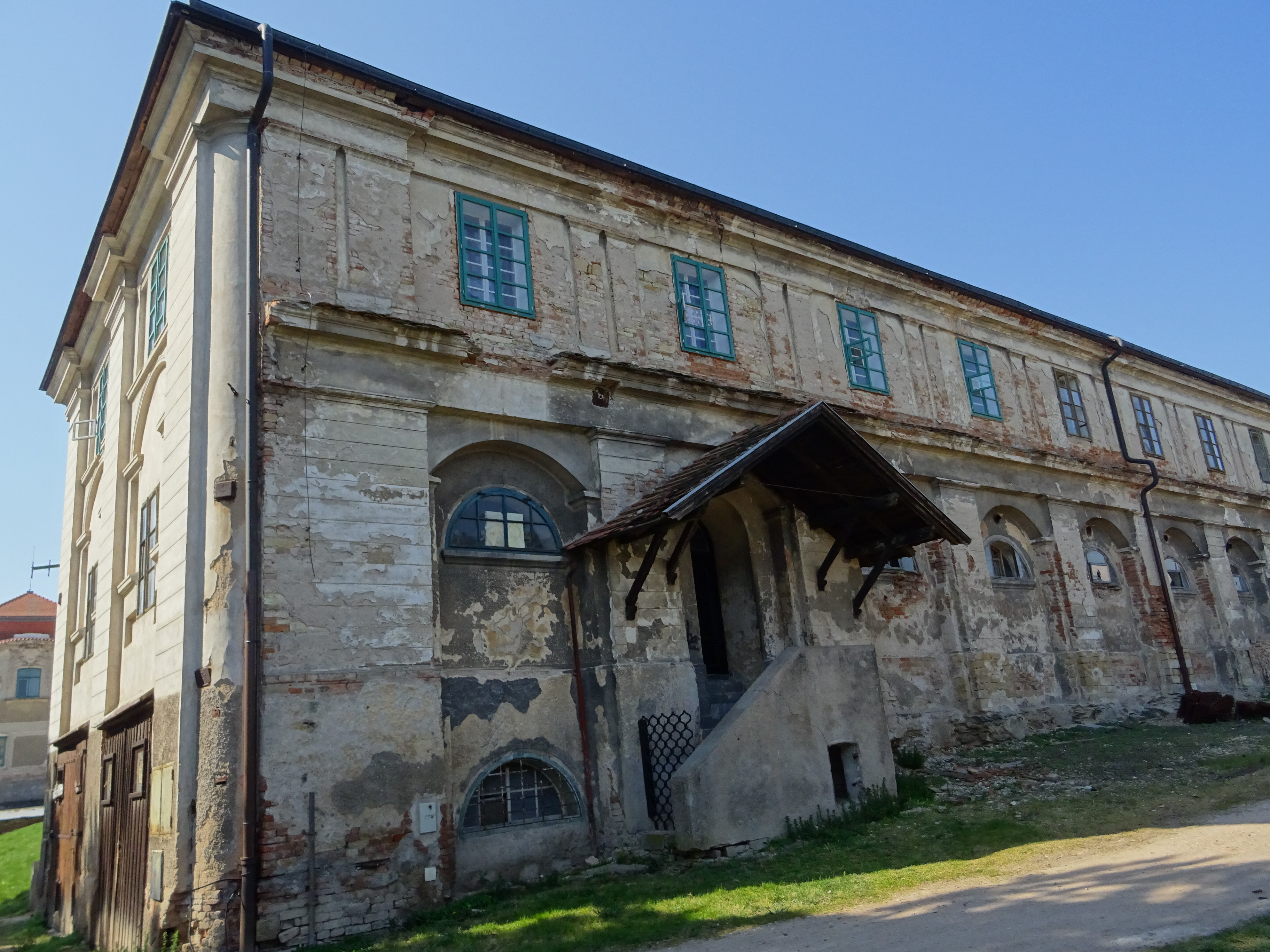
Konírna – pohled ze severu
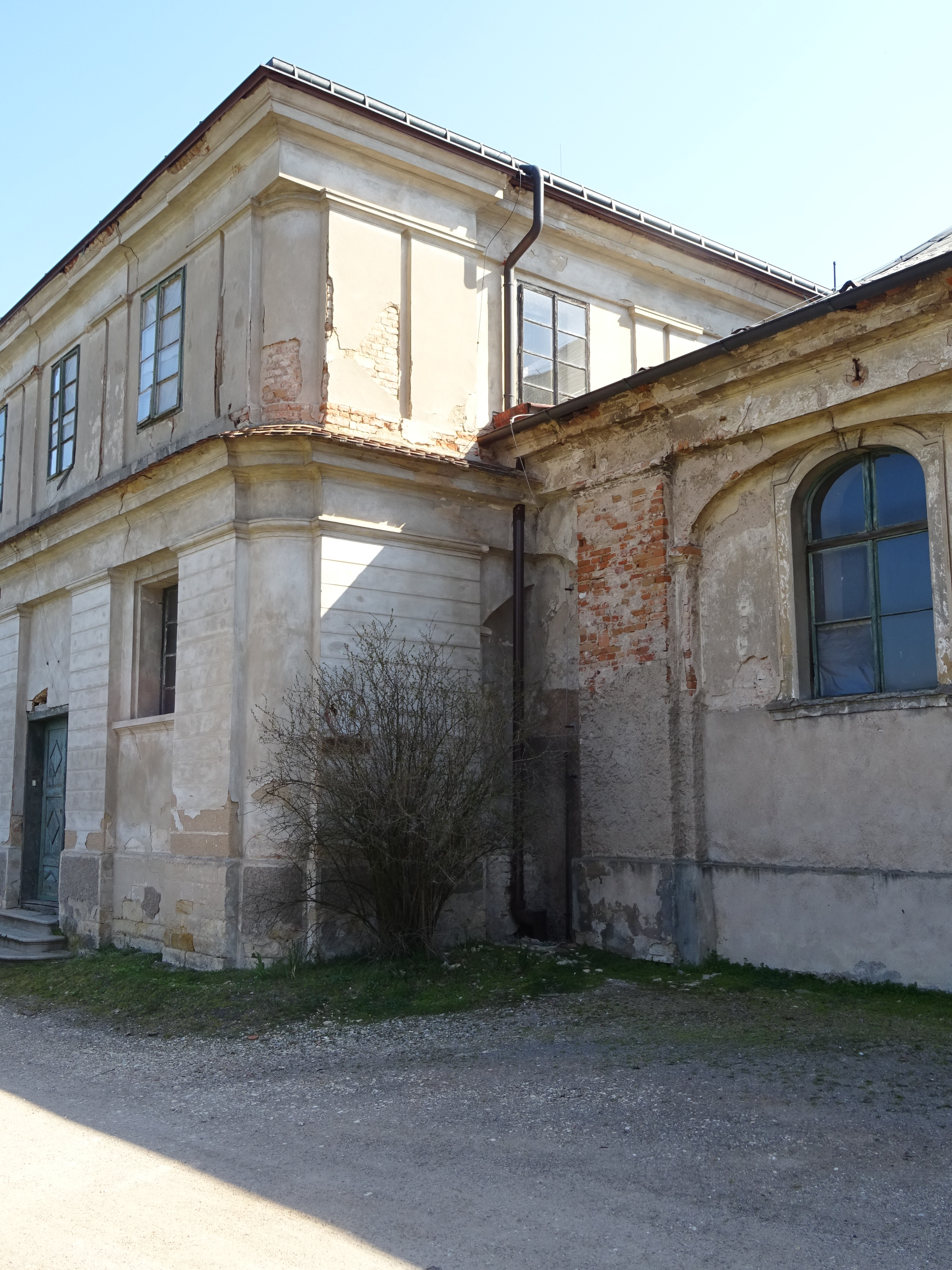
Neorganické napojení jízdárny na konírnu
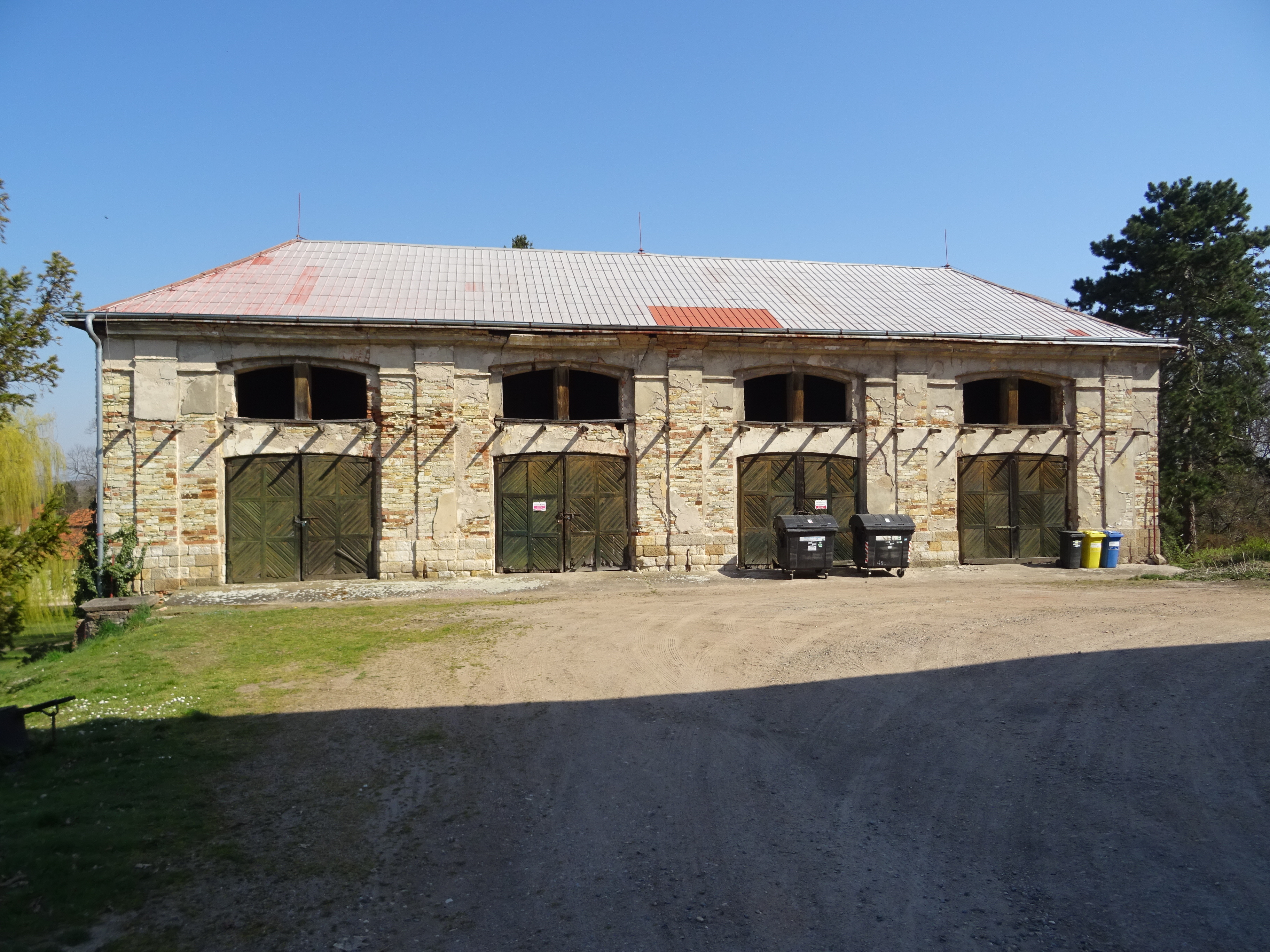
Kočárovna – pohled z jihu
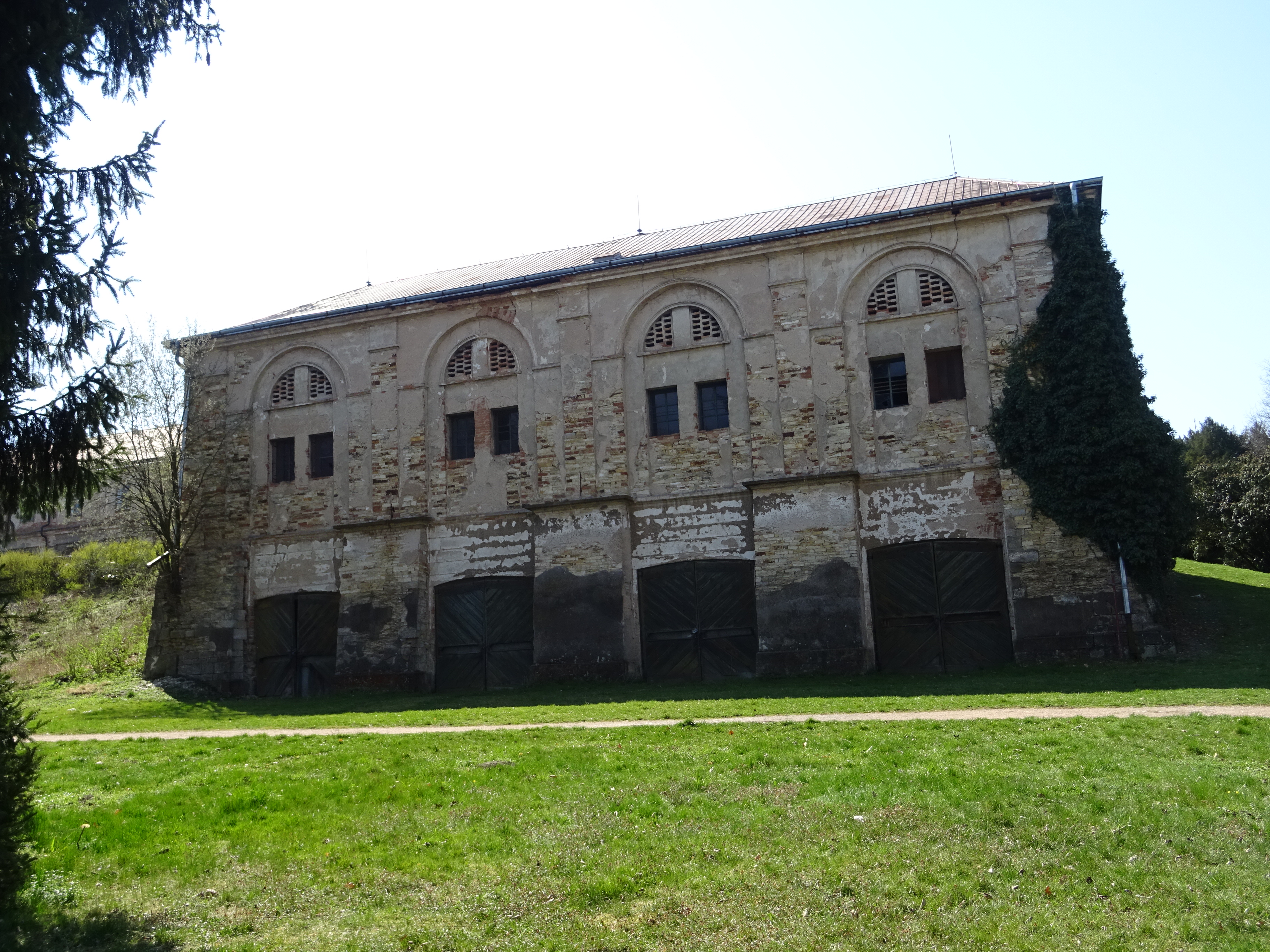
Kočárovna – pohled ze severu
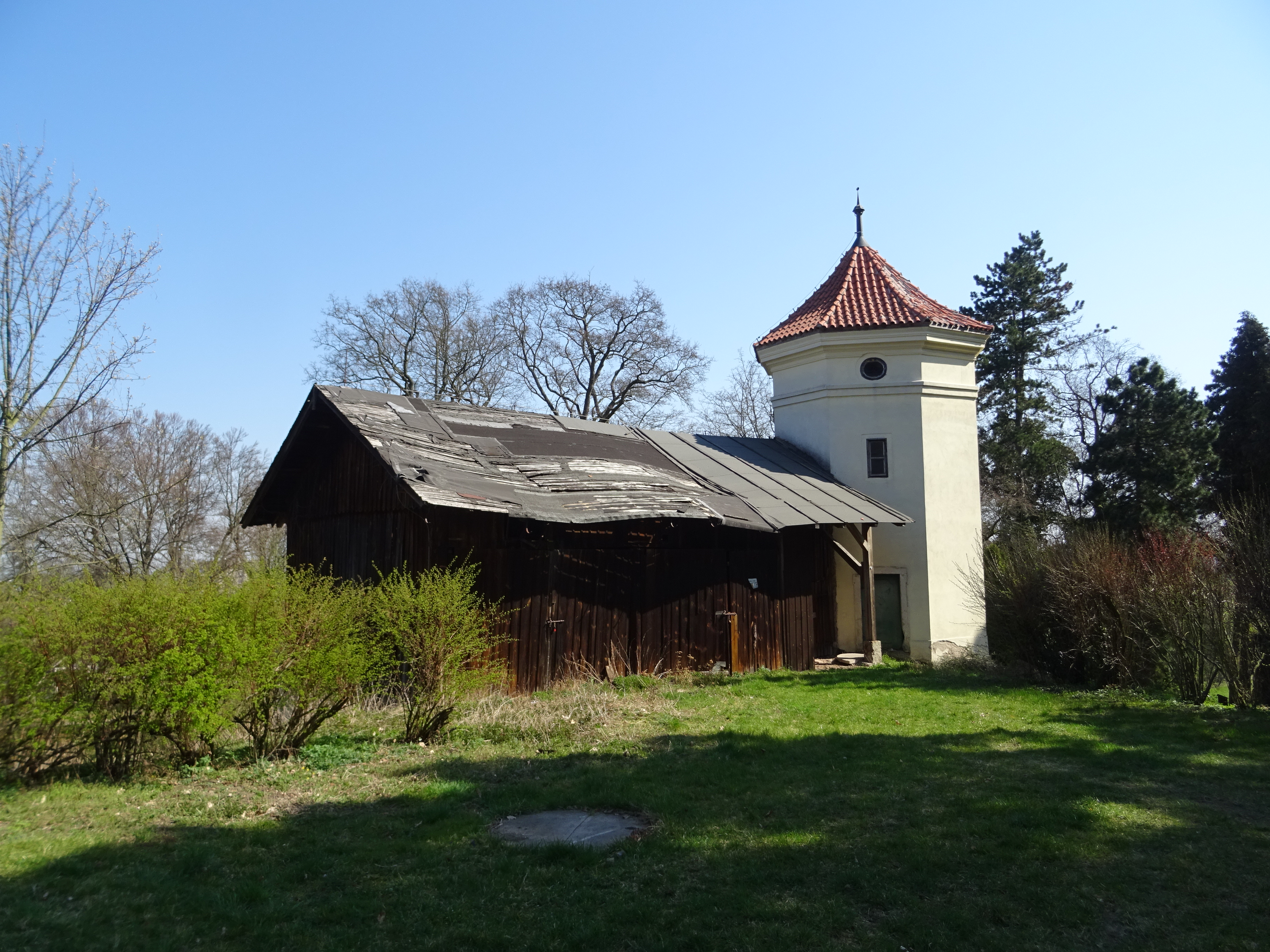
Vodárna
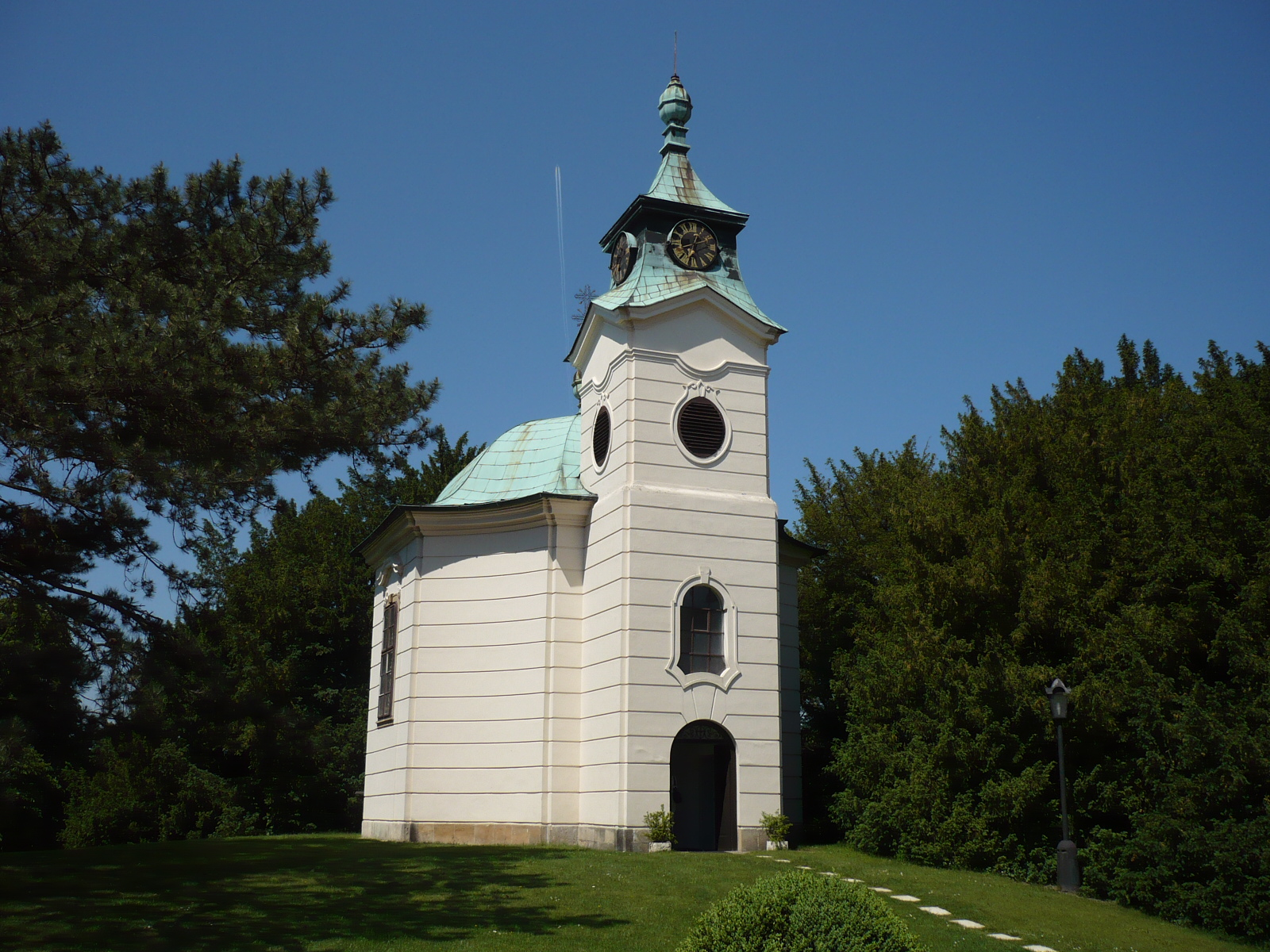
Kaple
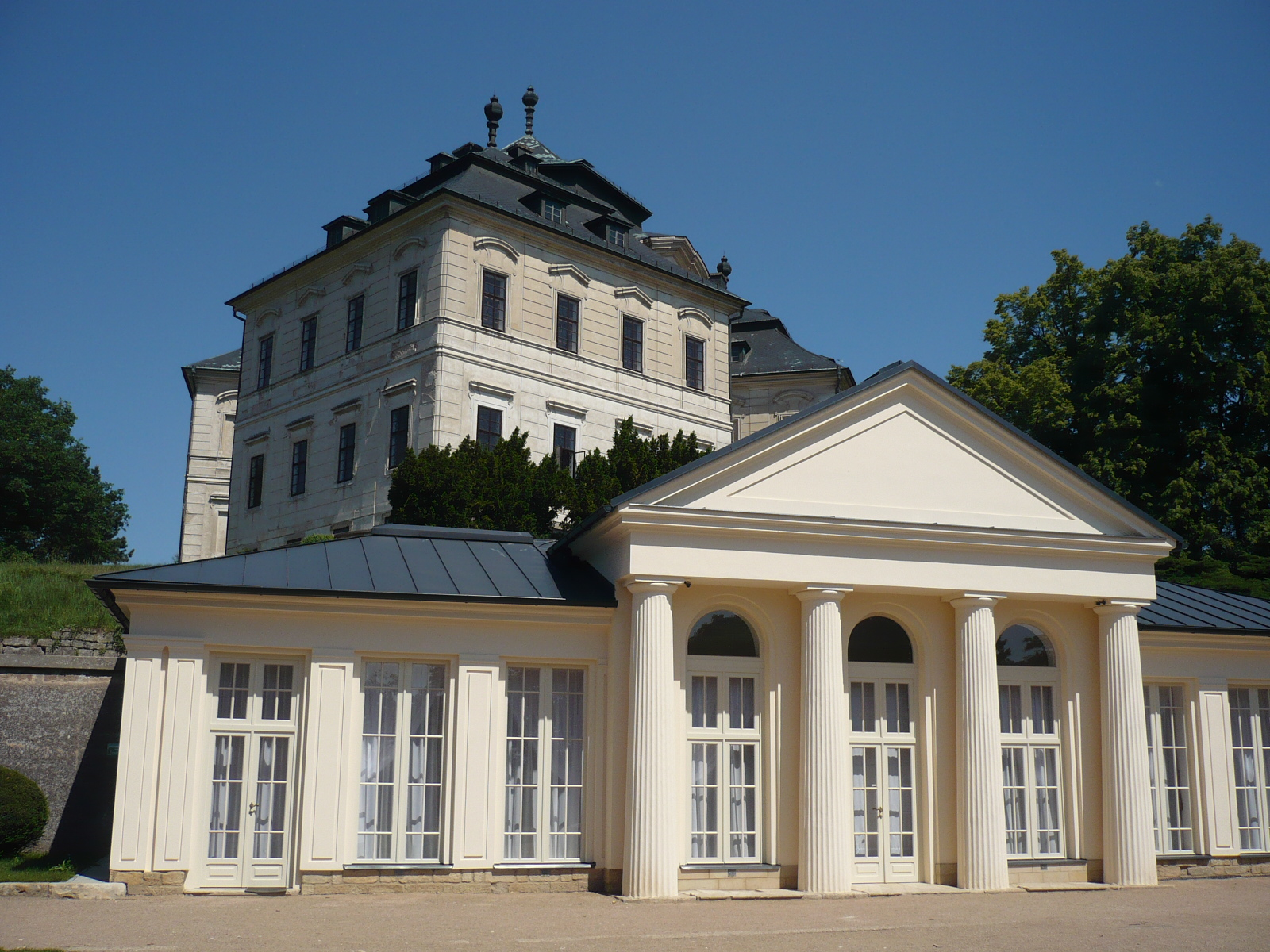
Oranžerie
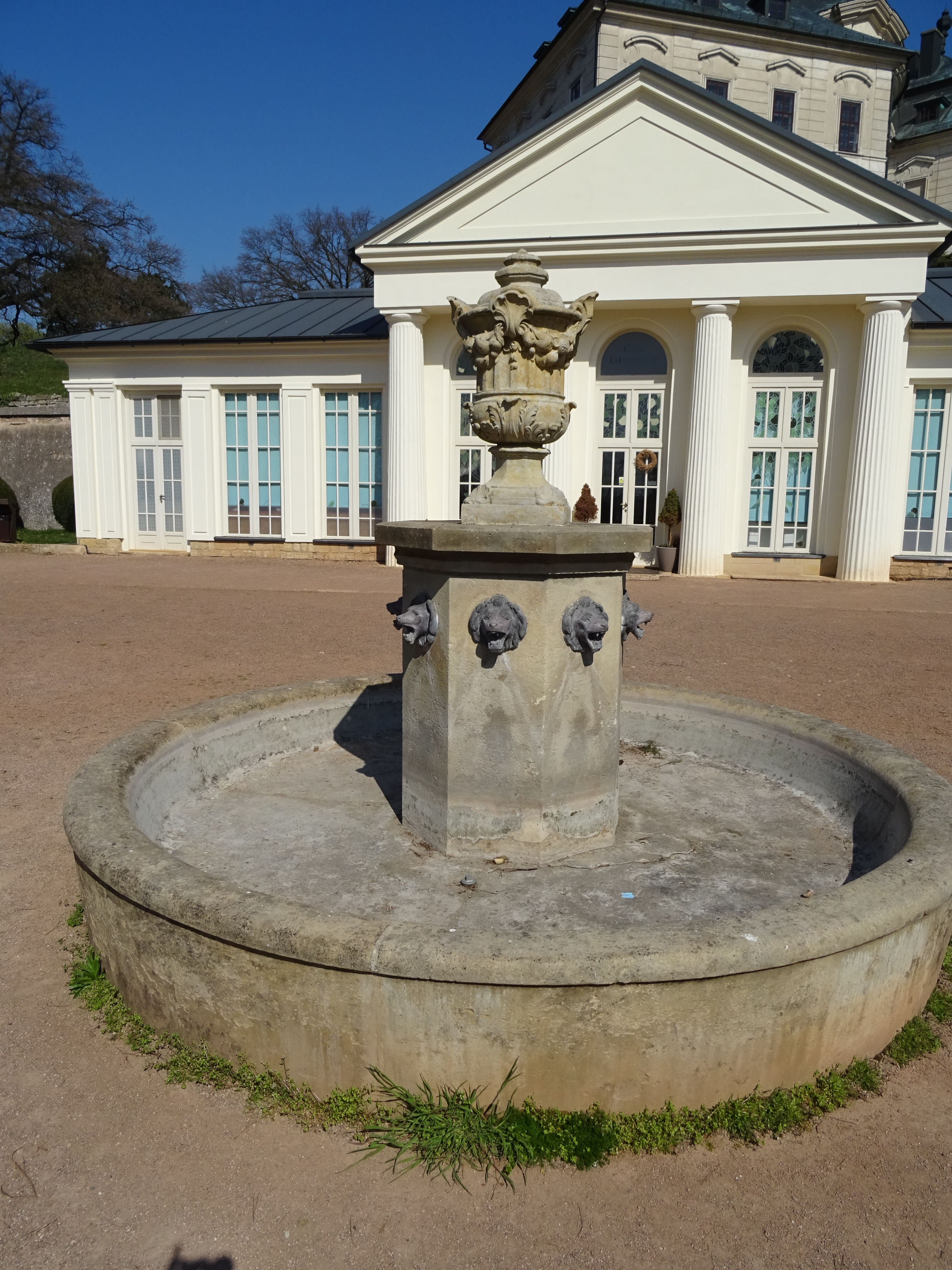
Kašna před oranžerií
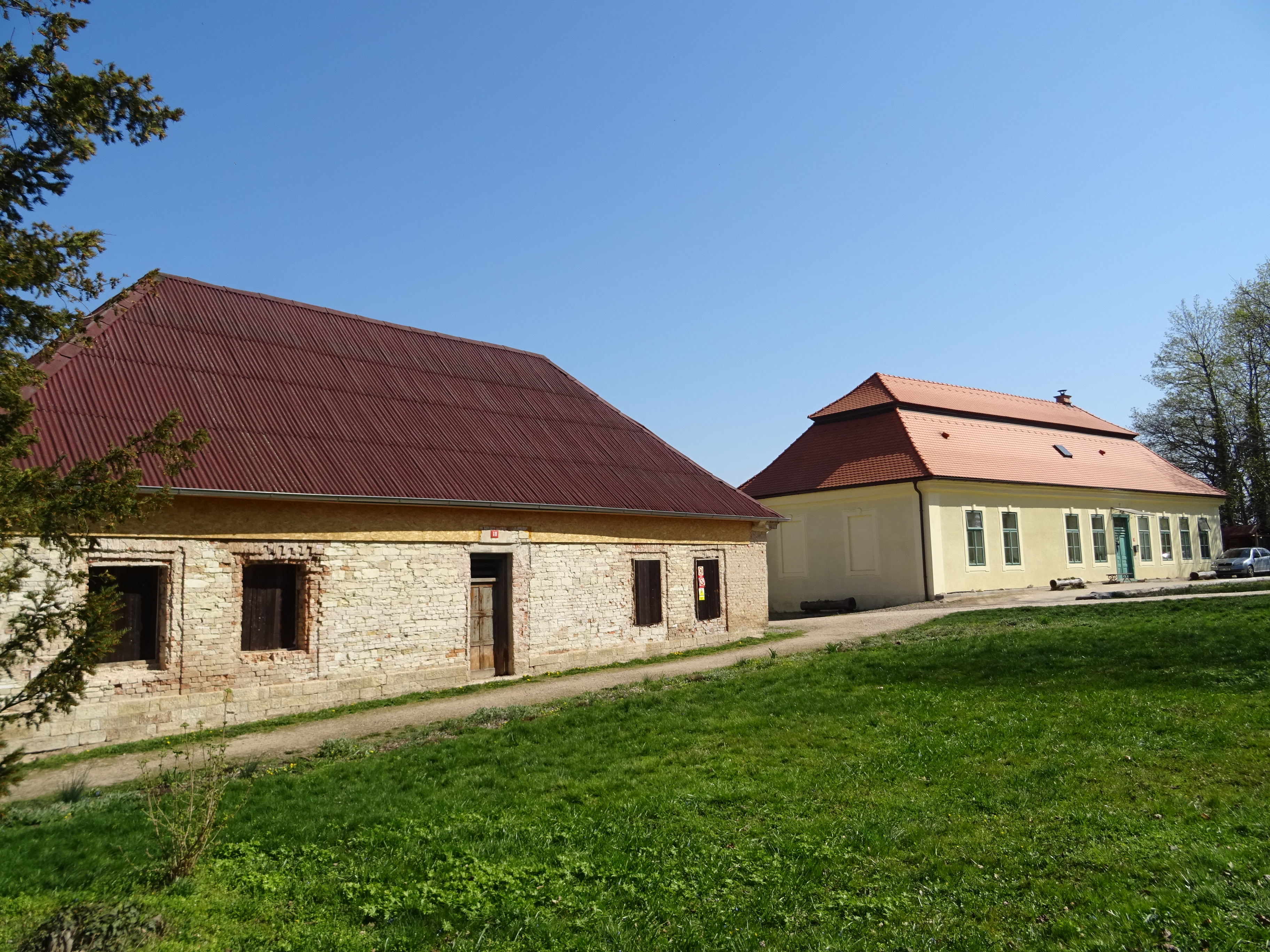
Domy pro služebnictvo čp. 6 (vlevo) a čp. 7 (vpravo)
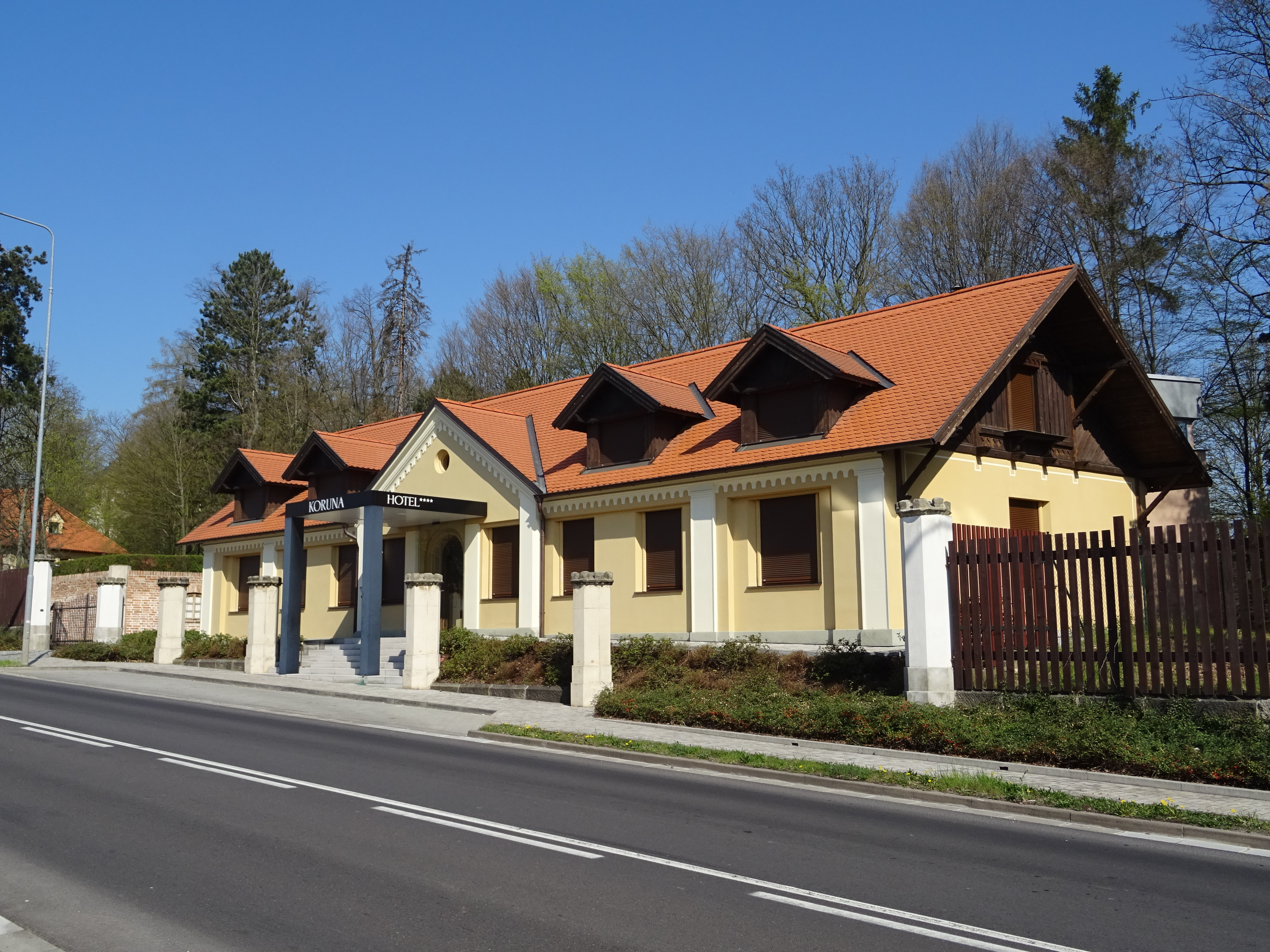
Dům pro služebnictvo čp. 10
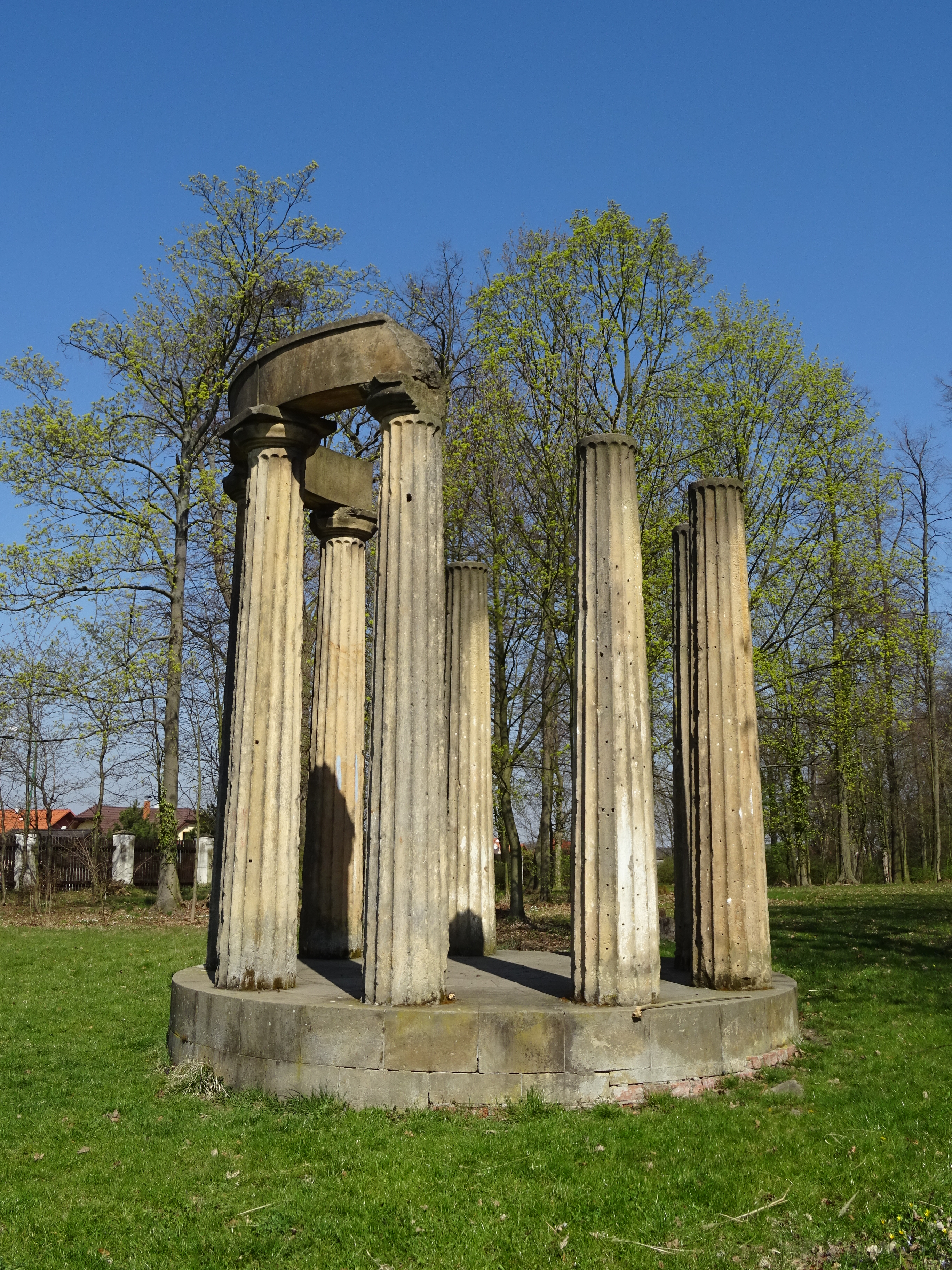
Pseudoantický gloriet
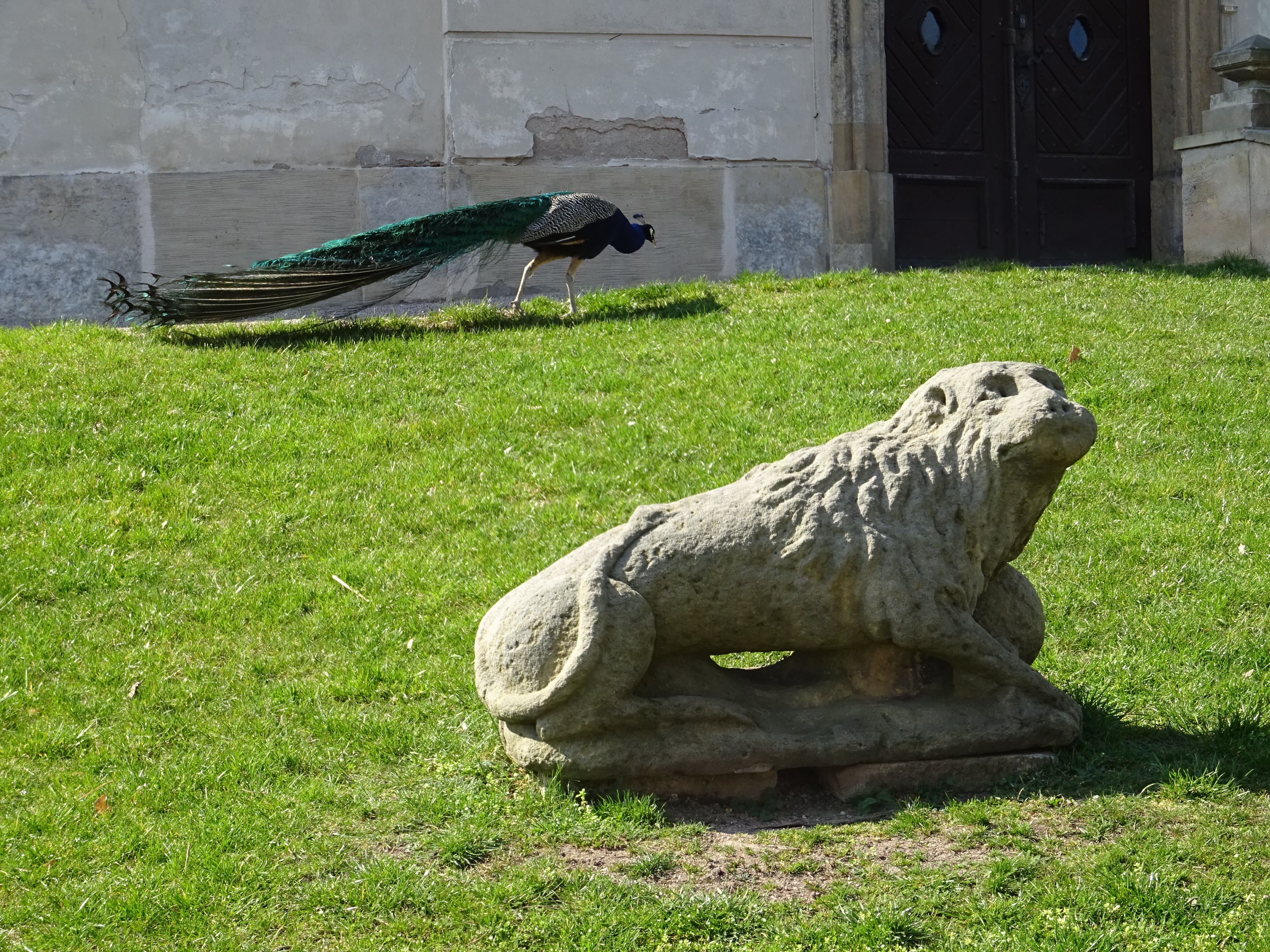
Socha lva